# Чеснокова, Елена Валентиновна
Еле́на Валенти́новна Чесноко́ва (до 1982 — Андрею́к) (род. 23 ноября 1958, Ленинград) — советская волейболистка, игрок сборной СССР (1979—1980), олимпийская чемпионка 1980, чемпионка Европы 1979, 7-кратная чемпионка СССР. Нападающая. Заслуженный мастер спорта СССР (1989).

## Биография
Начала заниматься волейболом в ДЮСШ города Тулы. В 1976—1988 выступала за команду «Уралочка» (Свердловск). В её составе:
- 7-кратная чемпионка СССР — 1978—1981, 1986—1988;
  - серебряный (1984, 1985) и бронзовый (1977) призёр чемпионатов СССР;
- двукратный победитель розыгрышей Кубка европейских чемпионов — 1981, 1987;
  - серебряный призёр Кубка чемпионов 1988;
- победитель розыгрыша Кубка обладателей кубков ЕКВ 1986;
  - серебряный призёр Кубка обладателей кубков ЕКВ 1985.

Серебряный призёр Спартакиады народов СССР 1979 в составе сборной РСФСР. Чемпионка Всемирной Универсиады 1979 в составе студенческой сборной СССР.
В сборной СССР в официальных соревнованиях выступала в 1979—1980 годах. В её составе:
- олимпийская чемпионка 1980;
- чемпионка Европы 1979.

После 1988 года играла по контракту в Испании. Окончила Свердловский институт народного хозяйства.
В 1998—2001 годах принимала участие в чемпионатах России среди ветеранов. Дважды становилась чемпионкой (1998, 2001) и дважды серебряным призёром (1997, 1999) этих соревнований.

## Источник
- Волейбол: Энциклопедия / Сост. В. Л. Свиридов, О. С. Чехов. — Томск: Компания «Янсон», 2001.